# Cinéfondation
A Jeune Cinéma (magyarul kb.: „fiatal mozi”, „fiatalos film”), 2021-ig Cinéfondation elnevezéssel, a Cannes-i fesztivál égisze alatt működő filmes alapítvány, a rendezvény hivatalos válogatásának versenyprogramon kívüli, önálló szekciója, amelynek célja a világ kezdő filmkészítőinek inspirálása és hathatós támogatása. Az 1998-as fesztiválon történt megalapítása óta folyamatosan fejlődő program, amely tíz év után már három, egymást kiegészítő részre tagozódott:
- A Cinef (2021-ig A Válogatás (La Sélection) elnevezéssel),
- A Rezidencia (La Résidence), valamint
- A Műhely (L'Atelier). 

## A Cinef
Az 1998-ban létrehozott Cinef, 2021-ig A Válogatás elnevezéssel évente mintegy tizenöt-húsz, fikciós rövid-, vagy középhosszú, élő szereplős, vagy animációs filmet rendezett, hazája filmes iskoláját képviselő fiatal tehetségnek teszi lehetővé, hogy ellátogasson a fesztiválvárosba és bemutassa alkotását a hivatalos válogatás önálló szekciójában. 
A Cinef és rövidfilmek zsűrije (2022 előtt Cinéfondation és rövidfilmek zsűrije) évente három alkotást részesít elismerésben, melyet a fesztivál hivatalos zárórendezvénye előtti napon adnak át.
Évente több, mint 2000 film érkezik be az alapítványhoz, melyekből egy bizottság választja ki a versenyben résztvevőket. A szekció létrehozása óta a világ mintegy 100 filmes iskolájából több mint 410 alkotást mutattak be.

### Díjazottak

#### 1990-es évek
| Év   | Film             | Rendező           | Ország     | Díj            |
| ---- | ---------------- | ----------------- | ---------- | -------------- |
| 1998 | Jakub            | Adam Guziński     | POL        | Első díj       |
| 1998 | The Sheep Thief  | Asif Kapadia      | GBR        | Második díj    |
| 1998 | Mangwana         | Manu Kurewa       | ZIM        | Harmadik díj   |
| 1999 | Second Hand      | Emily Young       | GBR        | Első díj       |
| 1999 | La Puce          | Emmanuelle Bercot | FRA        | Második díj    |
| 1999 | Im Hukim         | Dover Kosashvili  | Grúzia ISR | Második díj    |
| 1999 | En God Dag at Go | Bo Hagen Clausen  | DNK        | Harmadik díj   |
| 1999 | Inter-View       | Jessica Hausner   | AUT        | Külön dicséret |

#### 2000-es évek
| Év   | Film                                   | Rendező                             | Ország  | Díj          |
| ---- | -------------------------------------- | ----------------------------------- | ------- | ------------ |
| 2000 | Five Feet High and Rising              | Peter Sollett                       | USA     | Első díj     |
| 2000 | Kiss it up to God                      | Caran Hartsfield                    | USA     | Második díj  |
| 2000 | Kinu’Ach                               | Amit Sakomski                       | ISR     | Második díj  |
| 2000 | Indien                                 | Pernille Fischer Christensen        | DNK     | Harmadik díj |
| 2000 | Cuoc Xe-Dem                            | Bui Thac Chuyên                     | VIE     | Harmadik díj |
| 2001 | Portrait                               | Szergej Loznica                     | UKR RUS | Első díj     |
| 2001 | Reparation                             | Jens Jonsson                        | SWE     | Második díj  |
| 2001 | Dai Bi                                 | Yang Chao                           | CHN     | Harmadik díj |
| 2001 | Crow Stone                             | Alicia Duffy                        | GBR     | Harmadik díj |
| 2002 | Um Sol Alaranjado                      | Eduardo Valente                     | BRA     | Első díj     |
| 2002 | Seule Maman a les Yeux Bleus           | Eric Forestier                      | FRA     | Második díj  |
| 2002 | K-G i Nod Och Lust                     | Jens Jonsson                        | SWE     | Második díj  |
| 2002 | She’elot Shel Po’el Met                | Aya Somech                          | ISR     | Harmadik díj |
| 2003 | Bezi Zeko Bezi                         | Pavle Vuckovic                      | SRB     | Első díj     |
| 2003 | Historia del Desierto                  | Celia Galán Julve                   | ESP     | Második díj  |
| 2003 | TV City                                | Alberto Couceiro és Alejandra Tomei | ARG     | Harmadik díj |
| 2003 | Rebeca a esas Alturas                  | Luciana Jauffred Gorostiza          | MEX     | Harmadik díj |
| 2004 | Happy Now                              | Frederikke Aspöck                   | DNK     | Első díj     |
| 2004 | Calatorie la Oras                      | Corneliu Porumboiu                  | ROM     | Második díj  |
| 2004 | 99 Vuotta Elämästäni                   | Marja Mikkonen                      | FIN     | Második díj  |
| 2004 | Fajnie, Ze Jestes                      | Jan Komasa                          | POL     | Harmadik díj |
| 2005 | Buy It Now                             | Antonio Campos                      | BRA USA | Első díj     |
| 2005 | V dvojom                               | Nyikolaj Komeriki                   | RUS     | Második díj  |
| 2005 | Bikur Holim                            | Maya Dreifuss                       | ISR     | Második díj  |
| 2005 | La Plaine                              | Roland Edzard                       | FRA     | Harmadik díj |
| 2005 | Be Quiet                               | Sameh Zoabi                         | PLE USA | Harmadik díj |
| 2006 | Ge & Zeta                              | Gustavo Riet                        | URU     | Első díj     |
| 2006 | Mr. Schartz, Mr. Hazen & Mr. Horlocker | Stefan Müller                       | GER     | Második díj  |
| 2006 | Mother                                 | Sian Heder                          | USA     | Harmadik díj |
| 2006 | A vírus                                | Kocsis Ágnes                        | HUN     | Harmadik díj |
| 2007 | Ahora Todos Parecen Contentos          | Gonzalo Tobal                       | ARG     | Első díj     |
| 2007 | Ru Dao                                 | Chen Tao                            | CHN     | Második díj  |
| 2007 | A Réunion                              | Hong Sung-Hoon                      | KOR     | Harmadik díj |
| 2007 | Minus                                  | Pavle Vuckovic                      | SRB     | Harmadik díj |
| 2008 | Hymnon                                 | Elad Keidan                         | ISR     | Első díj     |
| 2008 | Forbach                                | Claire Burger                       | FRA     | Második díj  |
| 2008 | Kestomerkitsijat                       | Juho Kuosmanen                      | FIN     | Harmadik díj |
| 2008 | Stop                                   | Park Jae-ok                         | KOR     | Harmadik díj |
| 2009 | Bába                                   | Zuzana Kirchnerová-Špidlová         | TCH     | Első díj     |
| 2009 | Goodbye                                | Song Fang                           | CHN     | Második díj  |
| 2009 | Diploma                                | Yaelle Kayam                        | ISR     | Harmadik díj |
| 2009 | Don’t Step Out of the House            | Jo Sung-hee                         | KOR     | Harmadik díj |

#### 2010-es évek
| Év   | Film                                      | Rendező                  | Ország | Díj          |
| ---- | ----------------------------------------- | ------------------------ | ------ | ------------ |
| 2010 | Taulukauppiaat                            | Juho Kuosmanen           | FIN    | Első díj     |
| 2010 | Coucou-les-Nuage                          | Vincent Cardona          | FRA    | Második díj  |
| 2010 | Hinkerort Zorasune                        | Vatche Boulghourjian     | USA    | Harmadik díj |
| 2010 | Ja već jesamsve ono što želim da iman     | Dane Komljen             | SRB    | Harmadik díj |
| 2011 | Der brief                                 | Doroteya Droumeva        | GER    | Első díj     |
| 2011 | Drari                                     | Kamal Lazraq             | FRA    | Második díj  |
| 2011 | Ya-gan-bi-hang                            | Son Tae-gyum             | KOR    | Harmadik díj |
| 2012 | Doroga na                                 | Tajszia Igumenceva       | RUS    | Első díj     |
| 2012 | Abigail                                   | Matthew James Reilly     | USA    | Második díj  |
| 2012 | Los anfitriones                           | Miguel Angel Moulet      | CUB    | Harmadik díj |
| 2013 | Needle                                    | Anahita Ghazvinizadeh    | USA    | Első díj     |
| 2013 | En attendant le dégel                     | Sarah Hirtt              | BEL    | Második díj  |
| 2013 | În acvariu                                | Tudor Cristian Jurgiu    | ROM    | Harmadik díj |
| 2013 | Pandy                                     | Matúš Vizár              | CZE    | Harmadik díj |
| 2014 | Skunk                                     | Annie Silverstein        | USA    | Első díj     |
| 2014 | Oh Lucy!                                  | Hirajanagi Acuko         | SGP    | Második díj  |
| 2014 | Lievito Madre                             | Fulvio Risuleo           | ITA    | Harmadik díj |
| 2014 | The Bigger Picture                        | Daisy Jacobs             | GBR    | Harmadik díj |
| 2015 | Share                                     | Pippa Bianco             | USA    | Első díj     |
| 2015 | Locas perdidas                            | Ignacio Juricic Merillán | CHL    | Második díj  |
| 2015 | Victor XX                                 | Garrido López            | ESP    | Harmadik díj |
| 2015 | Vozvrascsenie Erkina                      | Maria Guszkova           | RUS    | Harmadik díj |
| 2016 | Anna                                      | Or Sinai                 | ISR    | Első díj     |
| 2016 | Kiss it up to God                         | Hamid Ahmadi             | UK     | Második díj  |
| 2016 | A nyalintás nesze                         | Andrasev Nadja           | HUN    | Harmadik díj |
| 2016 | La culpa, probablemente                   | Michael Labarca          | VEN    | Harmadik díj |
| 2017 | Paul est là                               | Valentina Maurel         | BEL    | Első díj     |
| 2017 | Heyvan                                    | Bahman Ark               | IRN    | Második díj  |
| 2017 | Deux égarés sont morts                    | Tommaso Usberti          | FRA    | Harmadik díj |
| 2018 | El verano del leon electrico              | Diego Cespedes           | CHI    | Első díj     |
| 2018 | Kalendar                                  | Kalendar                 | UK     | Második díj  |
| 2018 | Tung vu hsziung meng (Dong wu xiong meng) | Ti Sen (Di Shen)         | CHN    | Második díj  |
| 2018 | Inanimate                                 | Lucia Bulgheroni         | GBR    | Harmadik díj |
| 2019 | Mano a mano                               | Louise Courvoisier       | FRA    | Első díj     |
| 2019 | Hieu                                      | Richard Van              | USA    | Második díj  |
| 2019 | Ambience                                  | Wisam Al Jafari          | PLE    | Harmadik díj |
| 2019 | Duszyczka                                 | Barbara Rupik            | POL    | Harmadik díj |

#### 2020-as évek
| Év   | Film                                         | Rendező                          | Ország | Díj          |
| ---- | -------------------------------------------- | -------------------------------- | ------ | ------------ |
| 2020 | I Am Afraid To Forget Your Face              | Sameh Alaa                       | IND    | Első díj     |
| 2020 | Ja i Moja Gruba Dupa                         | Yelyzaveta Pysmak                | POL    | Második díj  |
| 2020 | Contraindicaţii                              | Lucia Chicos                     | ROM    | Harmadik díj |
| 2020 | I Want to Return Return Return               | Elsa Rosengren                   | GER    | Harmadik díj |
| 2021 | L’enfant salamandre                          | Théo Degen                       | BEL    | Első díj     |
| 2021 | Memi (매미, Maemi) (Cicada)                  | Jun Devon (윤대원, Yoon Daewoen) | KOR    | Második díj  |
| 2021 | Cantareira                                   | Rodrigo Ribeyro                  | BRA    | Harmadik díj |
| 2021 | Prin oras circula scurte povesti de dragoste | Carina-Gabriela Daşoveanu        | ROM    | Harmadik díj |
| 2022 | Il barbiere complottista                     | Valerio Ferrara                  | ITA    | Első díj     |
| 2022 | Ti er (Di er)                                | Li Csia-ho (李家赫, Lǐ Jiāhè)    | CHN    | Második díj  |
| 2022 | Glorious Revolution                          | Masha Novikova                   | GBR    | Harmadik díj |
| 2022 | Les humains sont cons quand ils s’empilent   | Laurène Fernandez                | FRA    | Harmadik díj |
| 2023 | Norvegian Offspring                          | Marlene Emilie Lyngstad          | DEN    | Első díj     |
| 2023 | Hole                                         | Hwang Hyein                      | KOR    | Második díj  |
| 2023 | Ayyur                                        | Zineb Wakrim                     | MAR    | Harmadik díj |
| 2024 | Sunflowers were the First Ones to Know...    | Chidananda S Naik                | IND    | Első díj     |
| 2024 | Out the Window through the Wall              | Asya Segalovich                  | USA    | Második díj  |
| 2024 | The Chaos She Left Behind                    | Nikos Kolioukos                  | GRE    | Második díj  |
| 2024 | Bunnyhood                                    | Mansi Maheshwari                 | UK     | Harmadik díj |

## A Rezidencia
A Rezidencia (La Résidence) egy 2000 óta megszervezett program, melynek keretében minden évben egy tucatnyi külföldi fiatalt választanak ki és hívnak meg Franciaországba, hogy egy négy és fél hónapos tanfolyam keretében, szakavatott filmesek közreműködésével segítsék őket első vagy második nagyjátékfilmjük forgatókönyvének megírásában. Ezen belül az Cinéfondation a fiatalok részére biztosít:
- lakhatást az alapítvány párizsi rezidenciáján,
- havi 800 € költőpénzt,
- ingyenes belépőt több párizsi filmszínházba,
- francia nyelvtanfolyamon való részvételt (fakultatív), és
- lehetőséget arra, hogy részt vegyenek a franciaországi tartózkodásuk alatt rendezett fesztiválokon.[7]

A fiatalok kiválasztását általában egy filmrendező végzi, figyelemmel a jelölt már elkészített kisfilmjének – esetleg nagyjátékfilmjének – kvalitásaira, az elkészítendő nagyjátékfilm tervére, valamint a jelölt motivációjára.
A tanfolyamokat két időszakban –  október elejétől február közepéig, illetve március elejétől július közepéig – szervezik meg.

## A Műhely
A 2005-ben létrehozott Műhely (L'Atelier) célja, hogy segítsen hozzájutni a világ kezdő rendezőit a gyártáshoz és a nemzetközi forgalmazáshoz. 
A Műhely évente mintegy tizenöt nagyjátékfilm-tervet választ ki, melyeknek rendezőit meghívja a cannes-i fesztiválra, ahol összehozza őket neves filmes szakemberekkel, elsősorban producerekkel és forgalmazókkal. A kiválasztás alapja a filmterv minősége, értéke, a rendező előző alkotásainak kvalitásai, valamint a filmfinanszírozási koncepció és a pénzügyi terv állapota. A meghívott rendezőknek lehetőségük adódik alkotásuk finanszírozásának nemzetközi szintre emelésére és a megvalósítás felgyorsítására.
A Műhely által támogatott magyar vonatkozású filmtervek:
| Év   | Film               | Rendező             | Megjegyzés |
| ---- | ------------------ | ------------------- | ---------- |
| 2008 | Womb – Méh         | Fliegauf Benedek    | [ * 8 ]    |
| 2010 | Liza, a rókatündér | Ujj Mészáros Károly | [ * 9 ]    |
| 2011 | Tegnap             | Kenyeres Bálint     | [ * 10 ]   |
| 2015 | Out                | Kristóf György      | [ * 11 ]   |